# Ramot (moszaw)
Ramot (hebr. ‏רָמוֹת‎) – moszaw położony w samorządzie regionu Golan, w Dystrykcie Północnym, w Izraelu.
Leży w południowej części Wzgórz Golan.

## Historia
Moszaw został założony w 1969 na miejscu byłej syryjskiej wioski Skopye.

## Gospodarka
Gospodarka moszawu opiera się na rolnictwie.